# Xun (köping)
Xun (kinesiska: 巡镇, 巡镇镇) är en köping i Kina. Den ligger i provinsen Shanxi, under Xinzhous stad på prefekturnivå och i häradet Hequ. Detta är  i den norra delen av landet, omkring 200 kilometer nordväst om provinshuvudstaden Taiyuan. Antalet invånare är 15 044. Befolkningen består av 7 215 kvinnor och 7 829 män. Barn under 15 år utgör 15,0 %, vuxna 15-64 år 71 %, och äldre över 65 år 13,0 %.
Genomsnittlig årsnederbörd är 742 millimeter. Den regnigaste månaden är juli, med i genomsnitt 245 mm nederbörd, och den torraste är december, med 3 mm nederbörd.